# Blepharomastix eborinalis
Blepharomastix eborinalis is een vlinder uit de familie van de grasmotten (Crambidae), uit de onderfamilie van de Spilomelinae. De wetenschappelijke naam van deze soort is voor het eerst gepubliceerd in 1899 door Pieter Snellen.
De soort komt voor in Panama.